# Te vagy mindenhol
A Te vagy mindenhol (eredeti cím: Her Yerde Sen) egy 2019-ben bemutatott török televíziós sorozat, melynek főszereplői a Meryem című sorozatból ismert Furkan Andıç és a Sorsok útvesztője című sorozatból ismert Aybüke Pusat.
Törökországban 2019. június 14-től november 23-ig volt látható a FOX-on. Magyarországon 2023. május 30-tól szeptember 8-ig sugározta az Izaura TV.

## Cselekmény
A sikeres építész, Demir Isztambulban szeretne új életet kezdeni az Artemim vállalat főnökeként, ami kis híján a csőd szélén áll. Demir élete a feje tetejére áll, amikor ugyanazt a házat vásárolja meg, amit Selin, a kolléganője...

## Szereplők
| Szereplő            | Színész             | Magyar hang        |
| ------------------- | ------------------- | ------------------ |
| Demir Erendil       | Furkan Andıç        | Gacsal Ádám        |
| Selin Sever Erendil | Aybüke Pusat        | Dobó Enikő         |
| Burak Yangel        | Ali Yağcı           | Csiby Gergely      |
| Ayda Akman          | Aslıhan Malbora     | Bogdányi Titanilla |
| İbrahim Tunç / İbo  | Ali Gözüşirin       | Penke Bence        |
| Merve Mutlu         | Deniz Işın          | Laudon Andrea      |
| Muharrem Usta       | Cem Cücenoğlu       | Kapácsy Miklós     |
| Ferruh Özerdim      | Fatih Özkan         | Karácsonyi Zoltán  |
| Azmiye Boşgeçmez    | Ayfer Tokatlı       | Gáspár Kata        |
| Vedat Ayhan         | Aziz Caner İnan     | Markovics Tamás    |
| Leyla Günebakan     | Ayşe Tunaboylu      | Zsurzs Kati        |
| Firuze Günebakan    | Binnur Şerbetçioğlu | Kovács Nóra        |
| Eylül Gündüzeli     | Beste Kökdemir      |                    |

## Évados áttekintés
| Évad | Évad | Török epizódok száma | Magyar epizódok száma | Eredeti sugárzás | Eredeti sugárzás   | Eredeti sugárzás | Magyar sugárzás | Magyar sugárzás     | Magyar sugárzás |
| Évad | Évad | Török epizódok száma | Magyar epizódok száma | Évadpremier      | Évadfinálé         | Eredeti adó      | Évadpremier     | Évadfinálé          | Magyar adó      |
| ---- | ---- | -------------------- | --------------------- | ---------------- | ------------------ | ---------------- | --------------- | ------------------- | --------------- |
|      | 1.   | 23                   | 75                    | 2019. június 14. | 2019. november 23. |                  | 2023. május 30. | 2023. szeptember 8. |                 |